# Вишково
Ви́шково (до 1992 року — Вишкове; нім. Wissk, Wischkowo, словац. Výškovo nad Tisou) — селище на заході України, в Хустському районі Закарпатської області. Адміністративний центр Вишківської селищної громади. Розташоване в долині річки Тиси, біля кордону з Румунією. Перша згадка — 1271 рік.
Неподалік від селища видобувається мінеральна вода Шаянська. У селищі розташована ботанічна пам'ятка природи — Тюльпанне дерево, а на південь від селища — пралісова пам'ятка природи «Праліс та квазіпраліси Вишківського лісництва».

## Населення
У 1910 тут жило 4839 осіб, з яких 3871 — угорці, 871 — українці і 126 — німці[джерело?].

### Мова
Розподіл населення за рідною мовою за даними перепису 2001 року:
| Мова            | Кількість | Відсоток |
| --------------- | --------- | -------- |
| українська      | 4327      | 53.14%   |
| угорська        | 3685      | 45.26%   |
| російська       | 113       | 1.39%    |
| румунська       | 7         | 0.09%    |
| білоруська      | 1         | 0.01%    |
| грецька         | 1         | 0.01%    |
| інші/не вказали | 8         | 0.10%    |
| Усього          | 8142      | 100%     |

## Історія
В околицях Вишкового в 1891 році знайдено бронзовий скарб з 17 предметів. На горі Вишкове — городище, що стрімко піднімається над рікою Тиса.
У 1271 р. вперше згадується Вишково — під назвою Visk у складі Угорського королівства.
З 1329 р. Вишково мало статус коронного міста Марамороського комітату; біля містечка існував Вишківський замок (про що свідчить назва гори в околицях селища — Вархедь (угор. — «Замкова гора»). У XIX ст. — торгове містечко Хустського повіту. З 1620 р. відомий герб Вишкового: на срібному тлі — дикий козел натуральної барви, що стоїть на зеленій горі з трьома верхами.
У 1329 р. король Карл Роберт, що зайняв трон Угорщини в 1301 році, доклав чимало зусиль, щоб придушити опір феодалів і посилити централізацію влади. В ході цієї боротьби деякі володіння супротивників короля були передані його прихильникам, а частина земель перейшли в статус королівської власності. У 1329 році Вишково перестало бути приватним феодальним володінням і перейшло в статус коронного (королівського) міста. У цей же період був утворений Мармароський комітат (територіально-адміністративна одиниця Угорського королівства), Вишково отримав статус центру цієї області. Тут же розташовувався комес (правитель) комітату. Вишківський форпост стає королівським замком і займає становище головного укріплення комітату.
Наприкінці 14 — поч. 15 ст. Вишково на деякий час переходить у власність волоських воєвод Драга та Балка. До цього періоду значення Вишківського замку поступово зменшувалось. За 20 кілометрів на північний захід від Вишківського замку будується потужний кам'яний замок у місті Хусті, який бере на себе функції головного укріплення Мармароського комітату. Паралельно з ростом могутності Хуста тривав занепад Вишківського замку, який втратив колишнє значення. Ймовірно, вже до початку 14 ст. замок був повністю покинутий і більше не відновлювався.
У 1329 р. король Карл Роберт, що зайняв трон Угорщини в 1301 році, доклав чимало зусиль, щоб придушити опір феодалів і посилити централізацію влади. В ході цієї боротьби деякі володіння супротивників короля були передані його прихильникам, а частина земель перейшли в статус королівської власності. У 1329 році Вишково перестало бути приватним феодальним володінням і перейшло в статус коронного (королівського) міста. У цей же період був утворений Мармароський комітат (територіально-адміністративна одиниця Угорського королівства), Вишково отримав статус центру цієї області. Тут же розташовувався комес (правитель) комітату. Вишківський форпост стає королівським замком і займає становище головного укріплення комітату.

## Вишківський замок
В письмових джерелах замок уперше згадується у період з 1274 - 1281 р., коли на горі неподалік від Вишково феодали Міко та Чепа з роду Гонтпазмань будують замок. З одного боку цей форпост мав захищати приватні феодальні володіння (на кін. 13 — поч. 14 століть припадає пік міжусобиць угорських феодалів), з іншого боку у нього було важливіше завдання загальнодержавного значення — замок захищав соляні копальні Мармароша і контролював перевезення солі по Тисі. Перша згадка про нього стосується 1299 року, коли Ендре ІІІ повернув братам Гонтпазмань і залишив за ними право володіння, а в 1300 році Ендре ІІІ забрав замок і обміняв його на три села. З першої половини XIV ст. уже не згадується.
Вишківський замок був одним з декількох «соляних» замків (три інші — Хустський замок, замок Нялаб і Виноградівський замок Канків), зведених уздовж Тиси, які брали участь у захисті так званого «соляного шляху». Цей шлях брав початок від багатих соляних копалень Солотвино і тягнувся до Центральної Угорщини. Торгівля сіллю приносила Угорщині величезний прибуток, тому забезпечення безпеки соляних копалень і соляного шляху мало першочергову важливість для Угорського королівства.
Місцем будівництва укріплення була обрана гора, заввишки 589 м. Гора розташована у межах Гутинського масиву, на південний схід від сучасного селища Вишково, яке колись мало статус міста. За 3 кілометри на південь від гори проходить сучасний українсько-румунський кордон, а за 3 кілометри на північ — протікає річка Тиса. Вже після будівництва укріплень гору стали називати «Варгедь» («Várhegy» — угор. Замкова гора). В письмових джерелах замок уперше згадується у 1281 р., коли на горі неподалік від Вишково феодали з роду Чепа будують замок. З одного боку цей форпост мав захищати приватні феодальні володіння (на кін. 13 — поч. 14 століть припадає пік міжусобиць угорських феодалів), з іншого боку у нього було важливіше завдання загальнодержавного значення — замок захищав соляні копальні Мармароша і контролював перевезення солі по Тисі. Вишківський замок був одним з декількох «соляних» замків (три інші — Хустський замок, замок Нялаб і Виноградівський замок Канків), зведених уздовж Тиси, які брали участь у захисті так званого «соляного шляху». Цей шлях брав початок від багатих соляних копалень Солотвино і тягнувся до Центральної Угорщини. Торгівля сіллю приносила Угорщині величезний прибуток, тому забезпечення безпеки соляних копалень і соляного шляху мало першочергову важливість для Угорського королівства.
У 1329 р. король Карл Роберт, що зайняв трон Угорщини в 1301 році, доклав чимало зусиль, щоб придушити опір феодалів і посилити централізацію влади. В ході цієї боротьби деякі володіння супротивників короля були передані його прихильникам, а частина земель перейшли в статус королівської власності. У 1329 році Вишково перестало бути приватним феодальним володінням і перейшло в статус коронного (королівського) міста. У цей же період був утворений Мармарошський комітат (територіально-адміністративна одиниця Угорського королівства), Вишково отримав статус центру цієї області. Тут же розташовувався комес (правитель) комітату. Вишківський форпост стає королівським замком і займає становище головного укріплення комітату.
Наприкінці 14 — поч. 15 ст. Вишково на деякий час переходить у власність волоських воєвод Драга та Балка. До цього періоду значення Вишківського замку поступово зменшувалось. За 20 кілометрів на північний захід від Вишківського замку будується потужний кам'яний замок у місті Хусті, який бере на себе функції головного укріплення Мармароського комітату. Паралельно з ростом могутності Хуста тривав занепад Вишківського замку, який втратив колишнє значення. Ймовірно, вже до початку 15 ст. замок був повністю покинутий і більше не відновлювався.
Замок, що розмістився на верхньому майданчику гори, мав трикутну в плані форму. В деяких місцях замчища крізь його вали проступали скелясті породи. З північного боку підступи до замку надійно захищали стрімкі схили гори. З решти (більш доступних і вразливих) боків захист замку забезпечували кілька ліній земляних валів і ровів. Довжина боків замкового трикутника, утвореного лінією зовнішніх валів, становила близько 60—70 метрів. Усередині цього трикутника пролягала ще одна лінія валів, яка захищала центральний майданчик замку. Розміри цього майданчика — приблизно  20 х 15 метрів. Посеред майданчика височіє невелика тераса розмірами 5 х 10 метрів. Можливо, колись на центральному майданчику замку стояла сторожова вежа. Угорський військовий історик Шоош Елемер (1844—1929 рр.), відомий дослідник фортифікаційних об'єктів, займався вивченням замчища у Вишкові. Ймовірно на основі своїх знань і одержаних у результаті обстеження даних, він створив зображення Вишківського замку. На малюнку Шооша Елемера можна бачити досить потужне укріплення, яке складалося з овалу кам'яних зубчастих стін, що оповили вершину гори. Усередині замчища височіла кам'яна сторожова вежа. Ще одна вежа — надбрамна, прорізала замкову стіну. Декілька мініатюрних башт доповнювали захист основного периметру. До надбрамної вежі та замкових стін примикало приміщення житлового або господарського призначення. Біля підніжжя гори Елемер зобразив допоміжне укріплення круглої в плані форми, так само захищене кам'яними зубчастими стінами. Це укріплення, тобто барбакан, слугувало для захисту шляху, що вів по схилу гори вгору до замкових воріт
Оздоровчі об,єкти.
На схилі Замкової гори(594 м)на базі двох лікувальних джерел-"Джозеф" та "Габор" при Австро-Угорщині існував  бальнеологічний закладз лазнями та будинками для гостей(50 номерів),куди приїжджала угорська знать(до 4 тисяч гостей річно).Під час румунської окупації 1919-1920 років  все було розкрадене і зруйновано.
Маловідомі факти.
У 1921 році підбурене агітаторами за відновлення великої Угорщини угорське населення селища( 3 тис. чоловік) піднялося і зі зброєю в руках виступило проти  Чехословацької держави.Повстання було придушене силовими підрозділами-жандармерією та Чехословацькою армією. Після цього угорці стали лояльними громадянами Чехословацької республіки.(Ці рядки писав у  своїй книзі "Європейське коріння" чех Ярослав Достал в 1936 році. Він не міг передбачити,що через три роки,в 1939 році, ці  "лояльні" громадяни квітами і угорськими прапорами будуть зустрічати  гонведів,що вдерлись в Карпатську Україну).

## Храми
Церква Благовіщення пр. богородиці. 1831.
Ділянку для церкви і парохії виділив З вересня 1751 р. вікарій Мараморошський Л. Бачинський.
Згідно з протоколом єпископської візитації за 1801 р., у Вишкові була стара дерев’яна церква з трьома дзвонами, що розпадалася. Тоді ж вирішили будувати нову кам’яну церкву, яка стоїть у селі дотепер.
За шематизмом 1915 р., церкву споруджували з 1831 до 1863 р.
Церква Вознесіння Господнього. 1937.
Подібно до дерев’яних церков у багатьох інших селах, Вознесенську церкву перестали відвідувати, коли православна громада почала ходити в муровану греко – католицьку церкву. Споруду зняли з реєстрації діючих храмів 16 квітня 1962 р. і пізніше, очевидно, розібрали.

## Присілки
Грендеш
Грендеш — колишнє село в Україні, в Закарпатській області.
Об'єднане з селом Вишково рішенням облвиконкому Закарпатської області №155 від 15.04.1967
Перша згадка у першій половині ХІХ століття.
В східній та центральній частині села знаходяться родовища поширені гідрокарбонатні кальцієві, кальцієво-магнієві, кальцієво - натрієві води малої мінералізовані, з невисоким вмістом вуглекислоти (Грендеш).
Виявлено незначні поклади ртутних родовищ – ореол кіноварі.
В селі знаходиться — ГЕОДЕЗИЧНИЙ ПУНКТ ГРЕНДЕШ

## Промисловість
- Закарпатський металургійний завод.

## Відомі особистості
В поселенні народилися:
- Іштван Лассу (Вишково, 12 квітня 1797 — Пешт, 19 січня 1852) — статист, історик, географічний письменник, архівіст Угорської королівської канцелярії, член-кореспондент Угорської академії наук (1833)
- Балог Федір Калманович (1973—2018) — сержант Збройних сил України, учасник російсько-української війни.
- Дьордь Мегеш (Вишково, 1746 — Клуж-Напока, 12 березня 1809) — доктор філософії, викладач реформатського коледжу, письменник
- Рональд Такач (* 1998) — угорський футболіст.
- Маркович Мирослав Іванович — Герой України, учасник російсько-української війни.[6]
- Фанта Василь Васильович (? — 2022) — головний сержант збройних сил України, учасник російсько-української війни.

## Туристичні місця
- мінеральна вода Шаянська.
- ботанічна пам'ятка природи — Тюльпанне дерево,
- пралісова пам'ятка природи «Праліс та квазіпраліси Вишківського лісництва».
- в 1891 році знайдено бронзовий скарб з 17 предметів
- Вишківський замок
- храм Благовіщення пр. богородиці. 1831.
- храм Вознесіння Господнього. 1937.
- міні-скульптура солекопа в рамках туристичного маршруту "Соляний шлях Закарпаття". Розташована у центральному парку.
- ГЕОДЕЗИЧНИЙ ПУНКТ ГРЕНДЕШ
- Закарпатський металургійний завод. У 50-х роках XX століття біля Вишкового була виявлена ртуть.
- Реформатська церква — пам'ятка архітектури місцевого значення 1281 рік 

## Фотографії

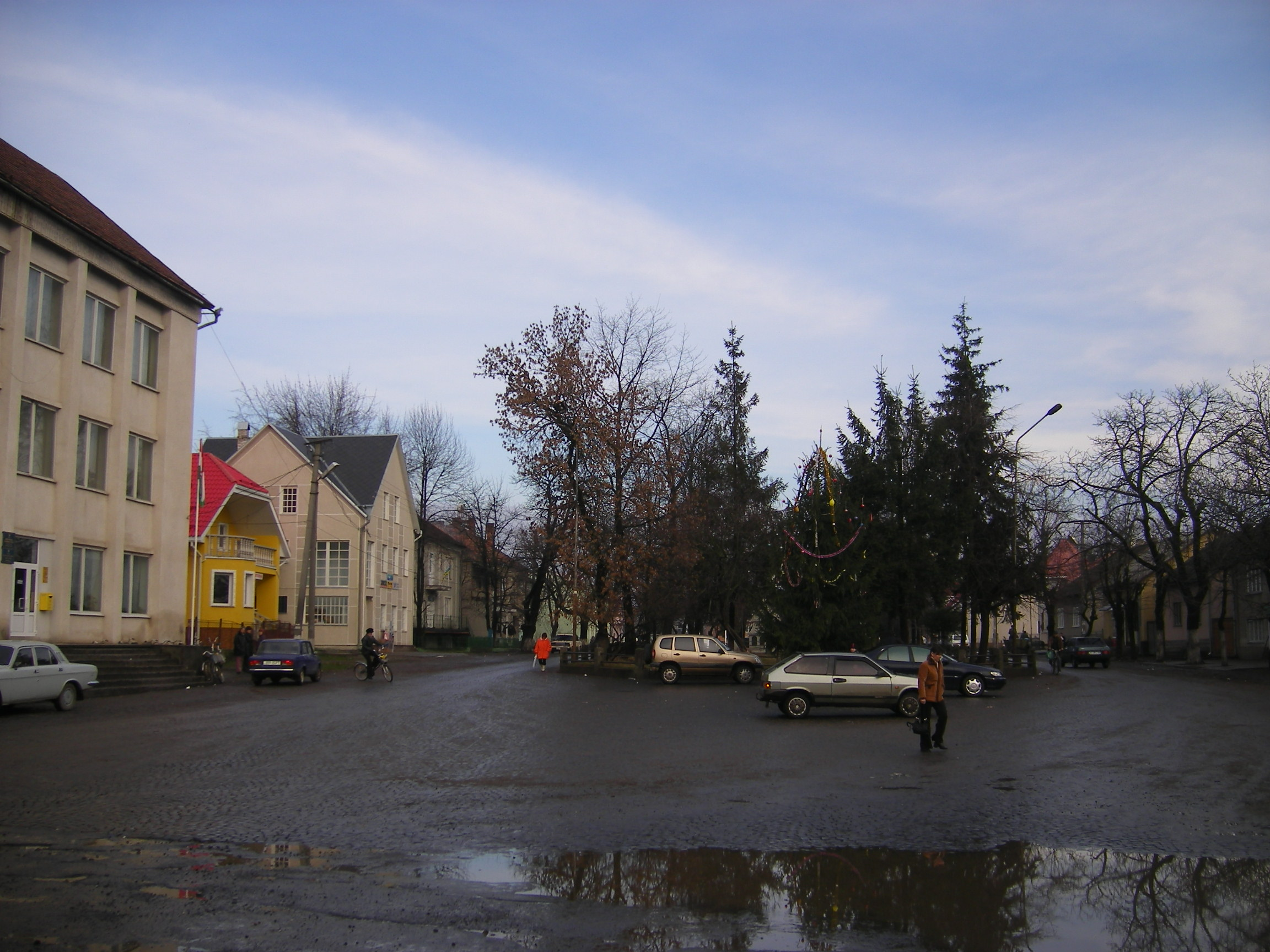
Центральна площа
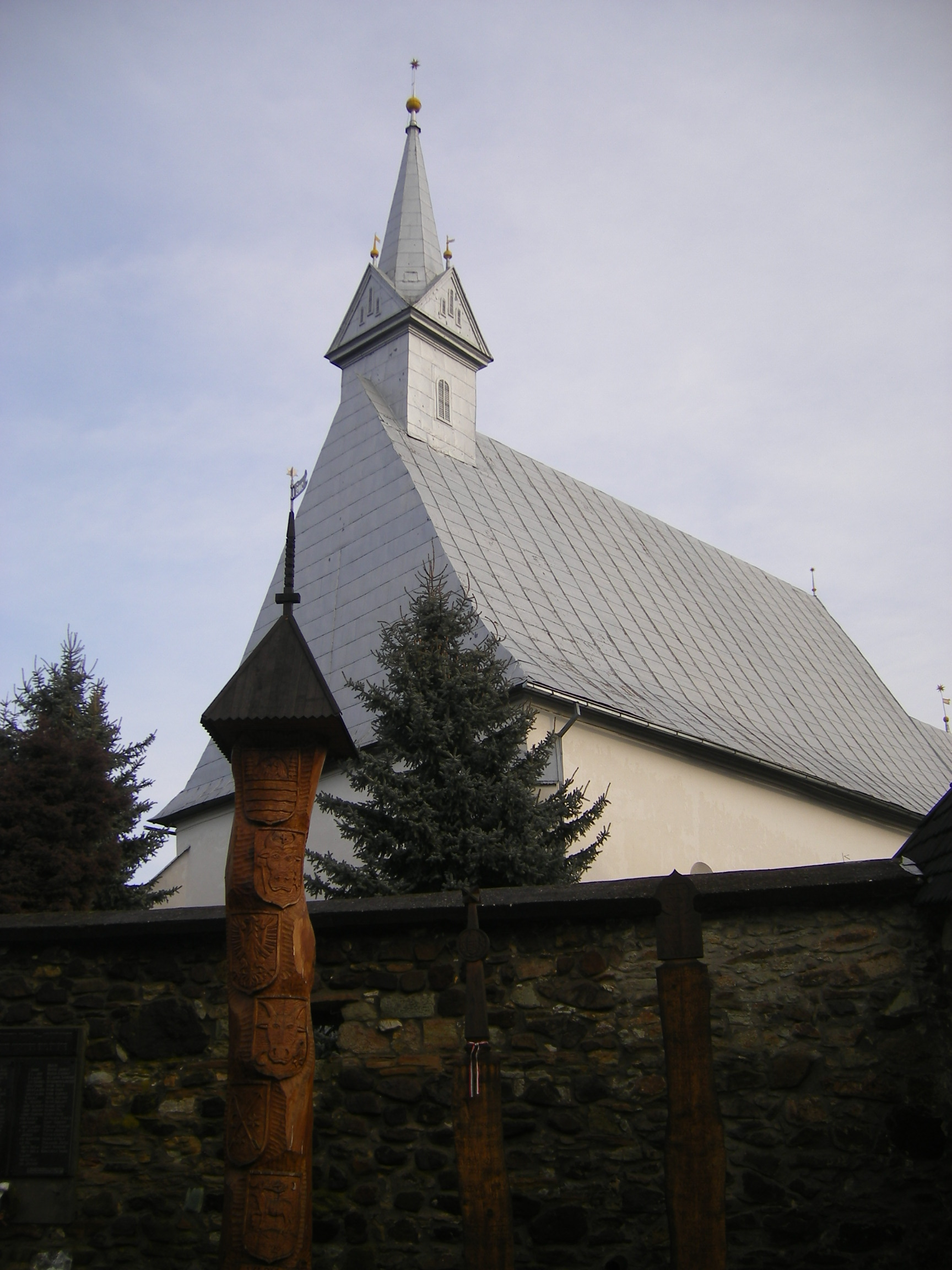
Угорська реформаторська церква
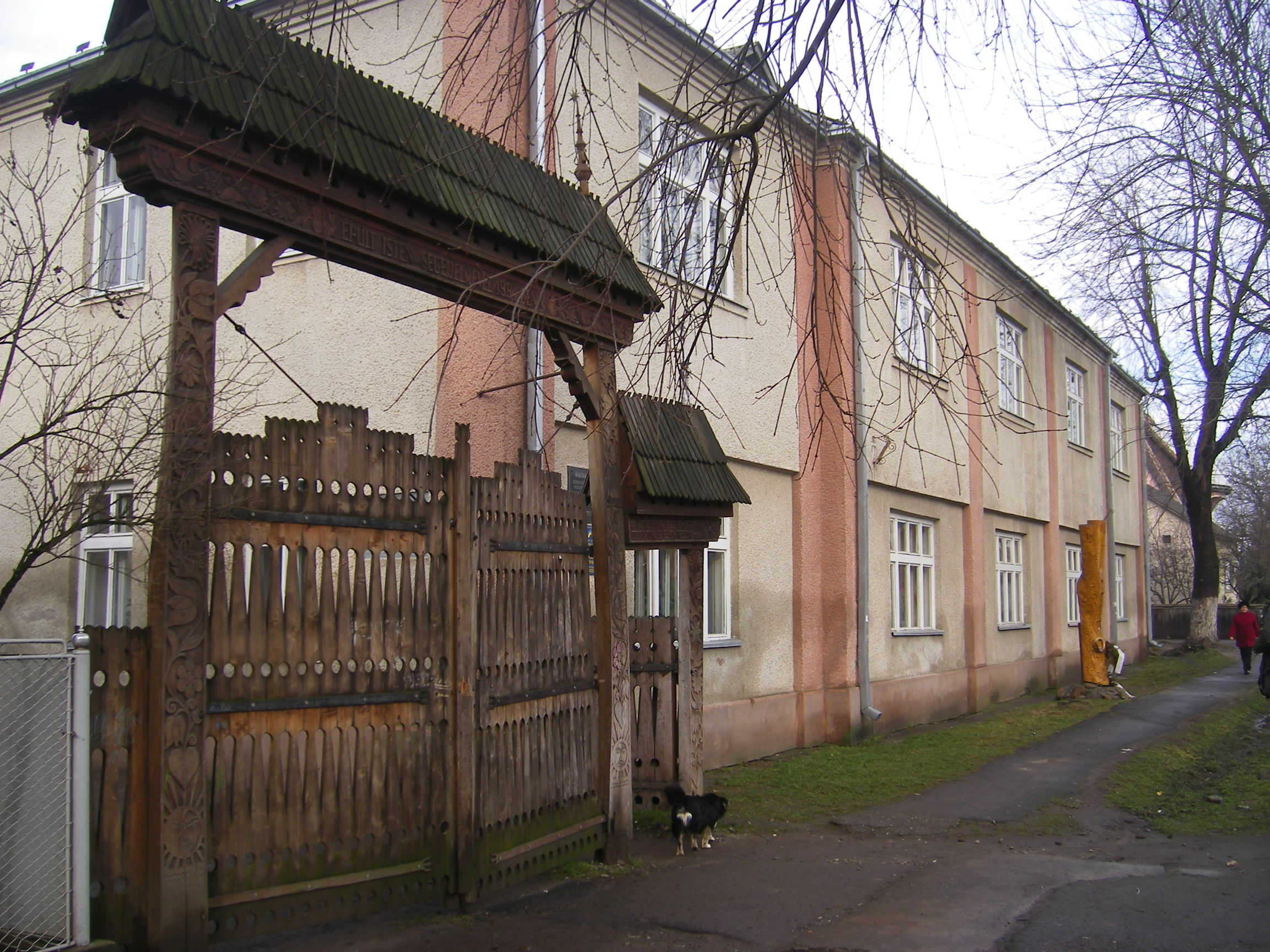
Угорська школа